# Глубокий сгибатель пальцев
Глубокий сгибатель пальцев (лат. Musculus flexor digitorum profundus) — мышца передней группы предплечья.
Мышца представляет собой плоское и широкое брюшко, которое начинается от проксимальной половины передней поверхности тела локтевой кости и межкостной перепонки предплечья. Направляется книзу, переходя в четыре длинные сухожилия, которые пройдя под удерживателем сгибателя, ложатся в канал запястья, располагаясь под сухожилиями поверхностного сгибателя пальцев. Затем каждое из сухожилий глубокого сгибателя запястья проходит между ножками сухожилий поверхностного сгибателя, образуя перекрёст сухожилий (лат. chiasma tendinum) и прикрепляется к основаниям дистальных фаланг от указательного пальца до мизинца.
Сухожилия глубокого и поверхностного сгибателей пальцев залегают в общем влагалище сухожилий (лат. vagina communis musculi flexorum). Влагалища указательного, среднего и безымянного пальцев начинаются на уровне головок пястных костей и доходят до дистальных фаланг, не соединяясь с общим влагалищем. Лишь влагалище сухожилий мизинца соединяется с общим влагалищем сгибателей.

## Функция
Сгибает дистальные фаланги пальцев от указательного до мизинца.

## У птиц
У птиц глубоким сгибателем пальцев (musculus flexor digitorum perforans) называют одну из мышц задней, а не передней конечности. Эта мышца находится на задней стороне голени и переходит в сухожилие, которое делится на 4 части, идущие к концевым фалангам всех пальцев.